# 覚醒剤

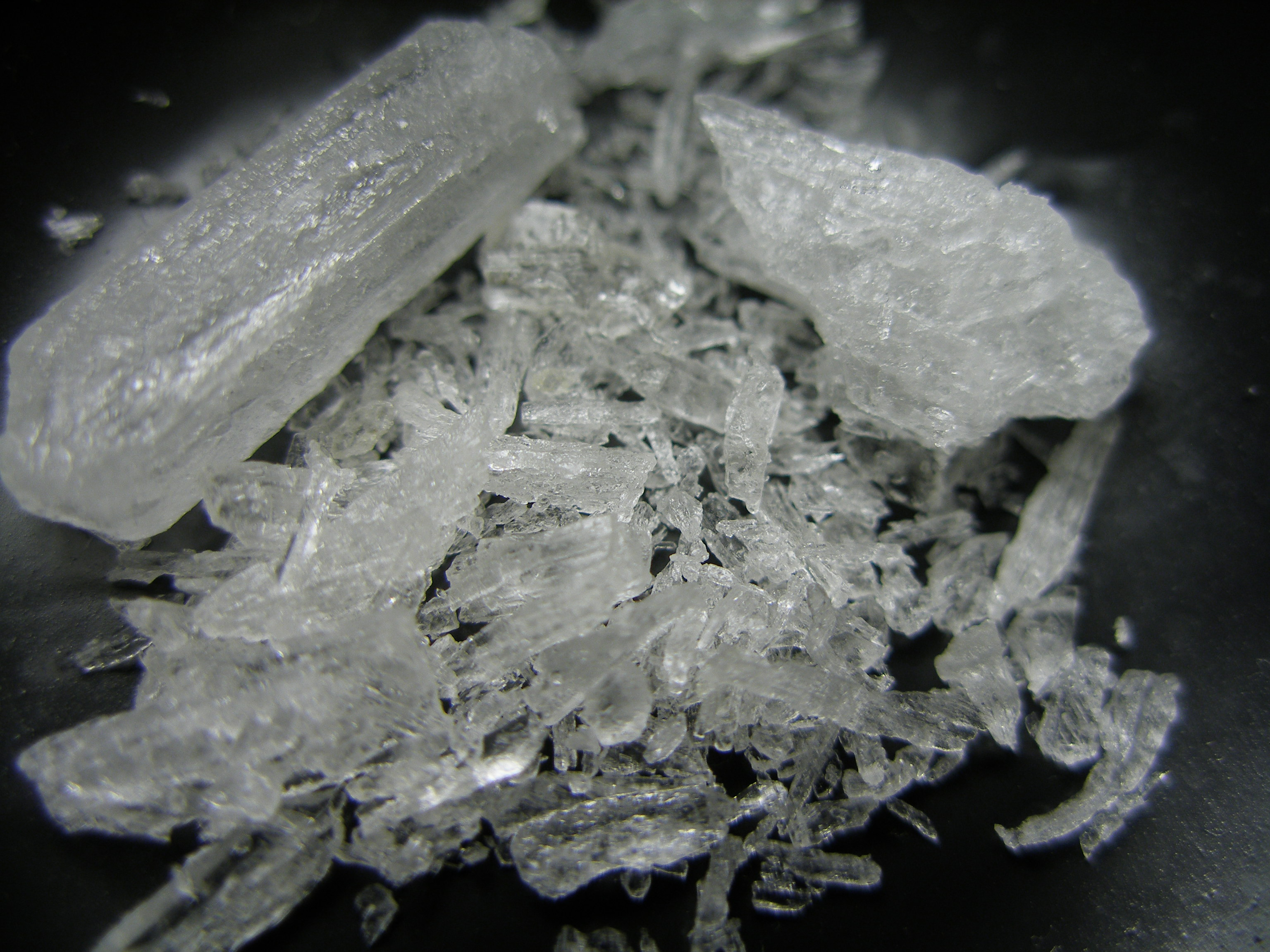
メタンフェタミン

覚醒剤（かくせいざい、覚醒アミンとも）とは、薬用植物のマオウに含まれるアルカロイドの成分を利用して精製した医薬品であり、アンフェタミン類の精神刺激薬である。脳神経系に作用して心身の働きを一時的に活性化させる（ドーパミン作動性に作用する）。乱用により依存を誘発することや、覚醒剤精神病と呼ばれる中毒症状を起こすことがある。本項では主に、日本の覚醒剤取締法の定義にて説明する。ほかの定義として、広義には精神刺激薬を指したり、狭義には覚せい剤取締法で規制されているうちメタンフェタミンだけを指すこともある。俗にシャブなどと呼ばれる。医師の指導で使われる疾病治療薬として、商品名ヒロポンとして、住友ファーマで製造されている。
日本の覚醒剤取締法で管理される薬物には、フェニルアミノプロパンすなわちアンフェタミン、フェニルメチルアミノプロパンすなわちメタンフェタミン、およびその塩類やそれらを含有するものがある。反復的な使用によって薬物依存症となることがある。法律上、他の麻薬と別であり、所持、製造、摂取が厳しく規制されている。フェニル酢酸から合成する手法が一般的であるが、アミノ酸のフェニルアラニンを出発物質として合成することもできる。
覚醒剤を意味する氷の絵文字や対面で取引をするとの意味で「手押し」などの隠語がある。

## 定義

### 「覚せい剤」→「覚醒剤」
2010年まで「醒」が常用漢字に含まれなかったことにより、代用表記「覚せい剤」が一般的であった。
現在では「覚醒剤」と表記するのが一般的であり、「覚せい剤取締法」は2020年（令和2年）4月1日をもって「覚醒剤取締法」に改称された。

### 日本の法律
日本では、第二次世界大戦後に、アンフェタミンと特にメタンフェタミンの注射剤の乱用が問題となった。このため、1951年（昭和26年）6月30日に覚せい剤取締法が公布される。「日本の法律上の覚醒剤」が規定されている。
第二条で指定されている薬物は、「フェニルアミノプロパン」すなわちアンフェタミン、「フェニルメチルアミノプロパン」すなわちメタンフェタミン、またその塩類である。第三条に規定されるように、医療および研究上の使用は認められている。
日本の法律における規制対象としての、麻薬及び向精神薬取締法（麻薬取締法）における法律上の麻薬とは異なる。法律に関しては後述の法規制の項にも詳しく記載する。

### 訳語の問題
1957年の厚生省麻薬課の国連薬物犯罪事務所（UNODC）における報告では、「覚醒剤」（awakening drugs）として知られる「精神刺激薬」（stimulant）の乱用を規制する「アンフェタミン類取締法」（Amphetamines Control Law）と報告し、UNODCの他の外国の研究者やユネスコでの厚生省麻薬課の報告では「覚醒剤取締法」（Awakening Drug Control Law）である。
1995年の法務省刑事局の『法律用語対訳集』では、覚せい剤取締法を、Stimulant Control Law と訳している。
2009年の日本睡眠学会による『睡眠学』の「精神刺激薬」の項では、精神刺激薬は一般に覚醒剤とも称されると説明されている。
『心理学辞典』では、覚醒剤とは中枢神経系に覚醒作用を及ぼすアミンであり、アンフェタミン・メタンフェタミンなど眠気を抑え覚醒水準を高める薬物だとしている。
2011年の『現代精神医学事典』では、覚醒剤の英語をメタンフェタミン、アンフェタミンとし、覚醒剤取締法にて指定されている薬物の総称だとしている。
なお、世界保健機関の『疾病及び関連保健問題の国際統計分類』第10版(ICD-10)では、分類のstimulantに精神刺激薬の語を用い、アメリカ精神医学会の『精神障害の診断と統計マニュアル』第5版DSM-5においては、上位分類に精神刺激薬関連障害群(Stimulant—Related Disorders)である。

### 私的研究会の定義
覚醒剤研究会による覚醒剤の定義は、広義にはカフェインやコカインも含む脳内を刺激する中枢神経刺激薬であり、狭義には覚せい剤取締法の規制対象のアンフェタミンやメタンフェタミンなどである。しかし、アンフェタミンは日本ではあまり使用されていないため、日本における覚醒剤の歴史解説では便宜的に狭義の覚醒剤をメタンフェタミンに限定している。ドイツ語の覚醒アミン (Weckamine) に由来する。英語の Stimulant では、もっと広義であり興奮剤なども含むとしている。

## 名称
覚醒剤という名称は、元々は「除倦覚醒剤」などの名称で販売されていたものが略されたものである。この「除倦覚醒剤」という言葉は戦前戦中に、メタンフェタミン製剤であるヒロポンなどの医薬品の雑誌広告などに見受けられる。健康面への問題が認識され社会問題化し規制が敷かれる以前は、取締法において指定されている成分を含んだ薬品は、疲労倦怠の状態から回復させ眠気を覚ますための薬品として販売されていた。
闇市場で流通する覚醒剤では、アンフェタミン、メタンフェタミン、また粗悪なものではカフェインなどだけのものがある。

### 日本
覚醒剤の俗称は、日本ではシャブ、スピード、スピードの頭文字であるS（エス）、アイス、白い粉（単に「粉（コナ）」ともいう）などがある。比較的大きい単一の結晶状のものはガンコロと呼ばれ、乱用者や密売人に特に好まれる。シャブの由来は、「アンプルの水溶液を振るとシャブシャブという音がしたから」という説や、英語で「削る、薄くそぐ」を意味する shave を由来とする説、「骨までシャブる」を由来とする説や、「静脈内に投与すると冷感を覚え、寒い、しゃぶい、となることから」という説もある。「人生をしゃぶられてしまうからである」と発言した裁判官もいる。
覚醒剤を小分けにするビニール製の小袋は「パケ（英語: package）」と呼ばれる。静脈注射で摂取する方法は「突き」と呼ばれ、使用される注射器は「ポンプ」「キー」などと呼ばれる。第二次覚醒剤乱用期までは「ガラポン」と呼ばれるガラス製注射器も多く使用されていたが、第三次覚醒剤乱用期ではインスリン注射用の使い捨てタイプを使用するのが主流となっている。覚醒剤をライターで炙って煙を吸引する摂取方法は「炙り」と呼ばれ、近年はこの摂取方法での乱用が増えている。乱用者はヒロポン中毒を意味する「ポン中」や「シャブ中」などと呼ばれている。

### アジア
東アジアでは、syabu (shabu、シャブ）、speed（スピード）、ice（アイス）などの俗称がある。中国では「冰毒」（ビンドゥ）、北朝鮮では「빙」（ピン）などとも呼ばれる。韓国では、日本の商品名「ヒロポン」（히로뽕（필로폰））の名で知られる。
東南アジアのマレーシアでは batu Kilat （バトゥ・キラット）、フィリピンでは batak （バタク）、タイでは yaaba (yama、ヤーバー、ヤーマ）などと呼ばれる。覚醒剤は、コカインよりも強い向精神作用が長時間続き末端価格も安いため、フィリピンなどでは「貧乏人のコカイン」という意味の poor man's cocaine との俗称もある。

### 欧米
メス、アイス、ティナ、ガラスなどと呼ばれる。バイク乗りたちが覚醒剤の隠し場所にバイクのクランクケースを利用したことが由来とされる crank（クランク）や、結晶が鉱物のクリスタルと似ていることから crystal（クリスタル）との俗称もある。乱用者はtweakers（tweekers、トゥイーカー）などと呼ばれる。
覚醒剤は粉末状では白色、結晶状では無色透明になるが、他の興奮・覚醒薬などを混ぜたことにより着色されたものも乱用されており、赤色は strawberry quick（ストロベリー・クイック）、ピンク色は pink panther（ピンクパンサー）などと呼ばれている。これらは、その色合いと名称から抵抗感が少なく、10代や20代の若い世代も遊び感覚で手を出しやすい。日本の乱用者は白色粉末や透明結晶状の高純度の覚醒剤を好むため、着色されたものが日本に密輸されることは少ないが、MDMAやカフェインなどと覚醒剤との混合錠剤（ヤーバーなど）の多くは着色されており、これらの日本への密輸は近年増加している。
不純物が取り除かれた高純度のものは nazi dope（ナチ・ドープ）と呼ばれる。これは、アンフェタミンがドイツ帝国の科学者によって開発され、第二次世界大戦時にナチス・ドイツの兵士が使用していたことに由来するもので、覚醒剤本来の形、非常に純粋で純度が高いという意味で使われる。
米国では、覚醒剤の原料になる鼻炎薬や風邪薬が薬局で手に入るため、自宅などで密造する乱用者が多いが、隣国メキシコの麻薬カルテルによって製造された覚醒剤も大量に密輸されており、これらはメキシカン・アイス (mexican ice) というブランド名で流通する。メキシコの麻薬カルテルは麻薬製造のために巨額の投資を行い、高度な技術と設備を有しているため、メキシコから密輸される覚醒剤は、個人や小規模の密造グループが製造するものよりも純度が高く乱用者の間で人気が高い。
原料になる鼻炎薬や風邪薬を買い集める犯罪者は smurfers （スマーファー）と呼ばれ、スマーファーが買い集めたこれらの薬は、papa smurf（パパスマーフ）と呼ばれる密造者の下に集められる。スマーファーは覚醒剤乱用者が多いため、報酬として覚醒剤を受け取るケースが多い。「パパスマーフ」との俗称は人気アニメ「スマーフ」が語源とされる。

## 薬理作用
アンフェタミン、メタンフェタミン（また同じく精神刺激薬であるコカイン、メチルフェニデート）は、血液脳関門を通り越して脳内報酬系としても知られる、腹側被蓋野から大脳皮質と辺縁系に投射するドパミン作動性神経のシナプス前終末からのドパミン放出を促進しながら再取り込みを阻害することで、特に側座核内のA10神経付近にドパミンの過剰な充溢を起こし、当該部位のドパミン受容体に大量のドパミンが曝露することで覚醒作用や快感の気分を生じさせる。睡眠や食事を取らずとも最大限の精神の高揚が続くため、精神と身体への負担が非常に大きい。
メタンフェタミンの反復使用は、ドーパミントランスポーター(DAT) やドーパミンD1受容体を減少させる。ミノサイクリンの前投与と併用によって、DATの減少やD1受容体の減少を抑えることができる。
最近の研究では、非定型抗精神病薬との併用試験において、快の気分が生じなくても心拍数や血圧の上昇が起こることがあり、薬物への依存性にほとんど変化がなかったとの結果が示された。これらの研究では、非定型抗精神病薬を併用した方が心拍数や血圧の上昇を増強しているようであり、依存の治療にはむしろ有害である可能性が示された。

## 副作用

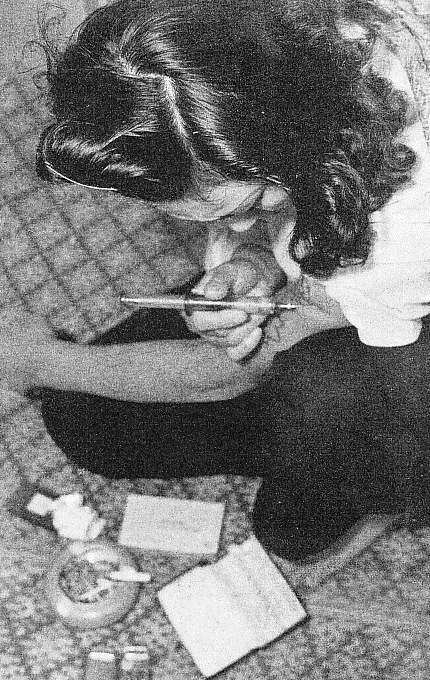
覚醒剤依存症患者（1950年代）

血圧上昇、散瞳など交感神経刺激症状が出現する。発汗が活発になり、喉が異常に渇く。内臓の働きは不活発になり多くは便秘状態となる。性的気分は容易に増幅されるが、反面、男性の場合は薬効が強く作用している間は勃起不全となる。常同行為が見られ、不自然な筋肉の緊張、キョロキョロと落ち着きのない動作を示すことが多い。さらに、主に過剰摂取によって死亡することもある。食欲は低下し、過覚醒により不眠となるが、これらは往々にして使用目的でもある。
中脳辺縁系のドパミン過活動は、統合失調症において推定されている幻聴の発生機序とほぼ同じであるため、覚醒剤使用により幻聴などの症状が生じることがある。まれであるが、長期連用の結果、覚醒剤後遺症として統合失調症と区別がつかないような、慢性の幻覚妄想状態や、意欲低下や引きこもりといった、統合失調症の陰性症状の様な症状を呈し、精神科病院への入院が必要となる場合もある。
アンフェタミン誘発性精神病は、統合失調症の精神障害のモデルであり、急性症状は区別がつかないが、アンフェタミンによるものは早く回復することで鑑別診断が可能である。しかし、日本の研究者はこれに反して、精神病の軽快後の自発的な精神病の再発をフラッシュバックと呼んでいる。
静脈内注射に伴う合併症として、注射針の共用によるC型肝炎、HIVの感染、注射時の不衛生な操作による皮膚・血管の感染・炎症、菌血症などがあげられる。
加熱吸引の場合には、角膜潰瘍や鼻腔内の炎症や鼻出血、肺水腫がみられる。
DARCの創設者で自身も覚醒剤による逮捕、有罪判決を受けた経験のある近藤恒夫は著書「拘置所のタンポポ」において「体内から抜けると効果があった時の反動により動きたくない状態になるだけで覚醒剤に副作用は存在しない」と記載している。

## 歴史
1885年、長井長義が麻黄からエフェドリンの抽出に成功。1887年にドイツ帝国で、エフェドリンからアンフェタミンが合成され、1893年に長井と三浦謹之助によってエフェドリンからメタンフェタミンが合成された。1919年、長井長義の弟子である緒方章が、メタンフェタミンの結晶化に成功している。
覚醒剤としての使用は、アメリカで薬理学者ゴードン・アレスが、1933年にアンフェタミンから吸入式喘息薬を開発し、ベンゼドリン (Benzedrine) として市販されはじまる。咳止めというより疲労回復のために長距離トラック運転手や、スーパーマンになれる薬として学生の間で乱用され、また食欲減退効果があることから、ダイエット薬として販売する業者も現れた。こうした乱用の報告を受けてアメリカ食品医薬品局 (FDA) が、1959年に処方制限に踏み切った。

### 日本での覚醒剤の歴史

#### 第二次世界大戦中

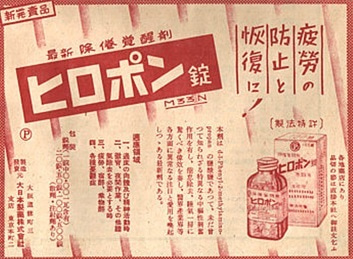
一般に市販されていたメタンフェタミン製剤ヒロポンの広告、疲労防止や回復といった効果が強調されている

日本では、1941年（昭和16年）、大日本製薬（現住友ファーマ）がメタンフェタミン製剤ヒロポン、武田薬品工業がアンフェタミン製剤をゼドリンとして、市販された。ヒロポンの効果や売上げはゼドリンよりも大きかった。メタンフェタミン製剤は他に、ホスピタン、ネオアゴチンといった医薬品、アンフェタミン製剤は他に、アゴチンといった医薬品があり、密造品にも似せてそれらのラベルが貼られた。密造の売買に関わったものは主に朝鮮人（戦後でいう在日韓国・朝鮮人。1910年から47年まで朝鮮半島は日本領）とされる。
ヒロポンの効果については、医学界で発売以降に様々な研究をしていたが、効果は「之を服用すれば心氣を爽快にし、疲勞を防ぎ、睡魔を拂ふ等の興奮効果があり、しかも習慣性、蓄積作用等がないので、現在歐米各國の民間に於て興奮劑乃至能率増進劑として好んで使用されてゐる。即ち米國ではBenzedrine、デンマークではMecodrin、ハンガリアではAktedron等の名稱を以て盛に賣出されて居る。時局柄、產業、事務等各方面に於ける本劑の利用も或は一顧の價値あらんかと、ここに御紹介する次第である。」と先に市販されている他国の例も出して除倦覺醒効果が強く有用な薬品であるとしていた一方で、常習性はないと分析していた。また不眠、食思不振、頭痛、焦燥感などの副作用も臨床実験で報告されていたが、効果・副作用を分ける基準が、主として被験者の主観的によるものが大きいとして特に問題にされていなかった。
日本軍での覚醒剤の使用目的は、当時の医学界の研究成果の通り、「疲労回復」や「眠気解消」や「士気向上」程度を期待されていたものと推定される。それを証明する証言として、戦後の国会での厚生委員会で、厚生省薬務課長が戦中の覚醒剤の製造認可に対する質疑で「ヒロポン等につきましては、特別に製造許可をいたしました当時は、戦争中でありましたので、非常に疲労をいたしますのに対して、急激にこれを回復せしめるという必要がございましたものですから、さのような意味で特別な目的のため許したわけでございます。」と答弁しており、覚せい剤の使用目的は「疲労回復」であったとしている。仕事の能率を高めるなどとして精神科医の方面から宣伝され、夜戦の兵士や、軍需工場の工員に能率向上として半強制的に用いられ、兵役中に味を占める者も出てきた。
「パイロットの塩」などと呼ばれるほど、塩なみのパイロットの必需品として使用していたドイツ空軍にならって、日本軍においても航空機パイロットに対しても支給され、戦闘機パイロットにはナチス・ドイツよりの「Fliegerschokolade」の情報を元にして生産された「ヒロポン入りチョコレート」が、疲労回復目的で支給されていた。また「大空のサムライ」坂井三郎中尉もラバウルで連日激しい空中戦を戦っていた際に、疲労回復のブドウ糖と一緒にヒロポンを注射したと戦後に軍医に明かされたと証言している。
薬学の専門家からは、メタンフェタミン自体が鎮咳剤エフェドリンの誘導体として開発された経緯もあり、初めは咳止め効果を期待していたが、覚醒効果の方が顕著だったために、主に眠気解消剤として夜間作業に関わる兵士用に応用されていたという指摘もある。その例として、夜間戦闘機月光搭乗員として6機ものB-29を撃墜した旧帝国海軍のエース少尉・黒鳥四朗と飛行兵曹長・倉本十三のペアが、夜間視力が向上するとの事で、ナチス・ドイツより輸入された「暗視ホルモン」という名前のメタンフェタミンを注射され、戦後その副作用に苦しめられたとされる。ただし、戦後にGHQに接収された海軍航空技術廠の資料によれば、「暗視ホルモン」の成分は、牛や豚の脳下垂体から抽出されたメラノフォーレンホルモンとされ、ナチス・ドイツからの輸入品ではなく日本国内で製造され、台湾沖航空戦で既に使用されており、副作用等の毒性はないものである。
戦時中の覚醒剤の服用方法は、戦後の参議院の予算委員会の質疑において厚生省の政府委員によれば「大体、戦争中に陸軍・海軍で使っておりましたのは、全て錠剤でございまして、飛行機乗りとか、或いは軍需工場、軍の工廠等におきまして工員に飲ませておりましたもの、或いは兵隊に飲ましておりましたものはすべて錠剤でございました、今日問題になっておりますような注射薬は殆ど当時なかったと私は記憶しております。」との答弁通り、ほぼ服用であり、効果の強い注射による投与は例外であったとしている。しかし、若年者に市販の安い注射剤が蔓延していたという指摘もある。
また、特攻隊員の恐怖心を失わせるために投与されたと主張する者もいるが、歴史学者吉田裕は、「よく戦後の特攻隊に関する語りの中で、出撃の前に覚醒剤を打って死への恐怖感を和らげて出撃させたんだという語り・証言がたくさんあるんですけれども、これは正確ではないようです。覚醒剤を使っていたのは事実のようです。日本のパイロットは非常に酷使されていて（中略）疲労回復とか夜間の視力の増強ということで覚醒剤を大量に使っていて」と語っていて、とくに海軍では平素から使われていて、恐怖感を和らげるためというのは実際と異なるとの指摘がある。
大日本帝国陸軍は、覚醒剤ではなく、パイロットに能力を最大限発揮させる栄養食品を作る事を目的に莫大な陸軍予算を投じおり、主に陸軍第七技術研究所を中心として開発されていた。内閣総理大臣東條英機の号令で開発が進められ、首相以下 近衛文麿、広田弘毅、若槻禮次郎といった元老ら、軍や政治の中枢を総理大臣官邸に集めて、航空糧食の講演会が開かれており、政府や日本軍の期待度の大きさが覗える。
サイパンの戦いに敗北し、東條英機が退陣した後は、戦局悪化により航空特攻の準備が加速するとともに、栄養食品の開発も加速し、東京帝国大学などの協力も受けて「航空ビタミン食」「腸内ガス無発生食品」「航空元気酒」「疲労回復酒」「防吐ドロップ」「早急出動食」「無火無煙煙草」など多数の栄養食品や機能付食品や嗜好品が作られ、パイロットに支給されていった。
特攻隊員が覚醒剤を使用していたという話が蔓延した経緯として、戦後のGHQによる日本軍の貯蔵医薬品の開放指令により、旧日本軍の貯蔵医薬品と一緒に大量に開放された覚醒剤は、一般社会へ爆発的に広まり中毒者が激増し社会問題化した。その過程で人々の無知につけ込むような形で誇大な触れ込みがなされたり、あるいは社会問題化した結果として、他の多くの社会問題と同様に覚醒剤も暗黒時代であった戦時中の象徴とする主張がなされるようになり、必ずしも事実とは一致しない証言や回顧が巷に氾濫する事となったといわれる。
その一例として、自らも薬物中毒で苦しんだ経験を持つフランス文学者平野威馬雄が、戦時中に軍需関係の会社の従業員していた人物より戦後の1949年に聞いた「頭がよくなる薬が手に入った。これは部外秘というやつで、陸海軍の特攻隊の青年だけに飲ませる“はりきり”薬で、ヒロポンという名前だ。長くない命に最後まで緊張した精神を維持させる薬だ。」という話を紹介している。実際には一般にも流通していたものの、初期には一般の人々の無知を利用して、ヒロポンを「部外秘」と称したり、特攻隊の青年だけに飲ませていたといったような、宣伝文句として軍機密の妙薬か何かであるかのように見せかけて売捌き、そういった話が広まっていたことがうかがえる。逆に、これはヒロポンが社会問題下した後に軍部を非人道的機関と位置づけ、覚醒剤禍の元凶として批判すべき対象とした際に、特攻隊員がその象徴として利用されていたことの例の一つとする見方もある。

#### 戦後

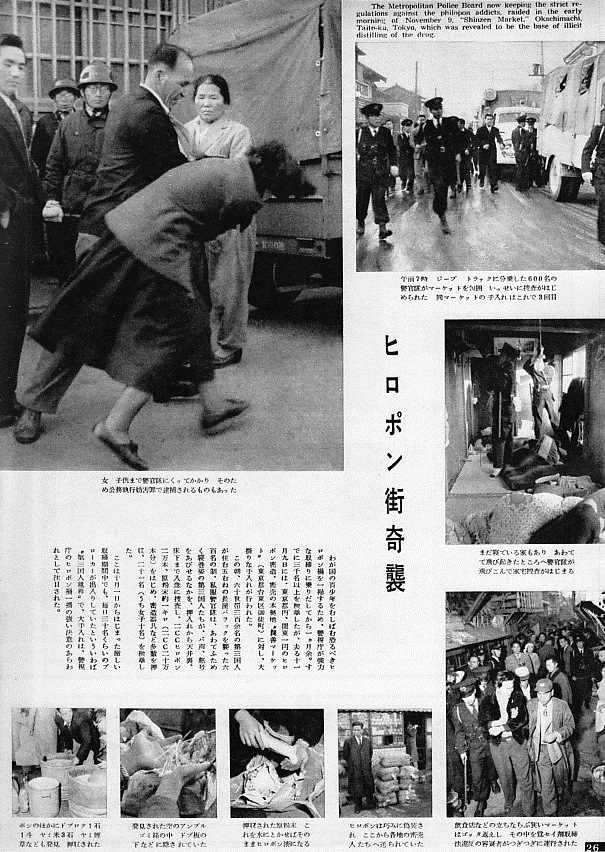
覚醒剤密造・販売の摘発（『毎日グラフ』1954年11月24日号より）

覚醒剤は、他の薬品同様に本土決戦のために大量に日本軍が備蓄していたが、日本が敗戦すると、日本に進駐してきた連合国軍最高司令官総司令部(GHQ)に接収された。その後、1945年12月にGHQによる指示（SCAPIN-389）で、GHQが接収していた大量の医薬品をまずは医療機関、翌年には一般国民に大量放出（当時の時価で1億円）した際に、ヒロポンも同時に放出され、大量に巷に流通し出した。
戦後間もない闇市では、カストリ焼酎一杯より安い値段で1回分のアンプルが入手できたため、芸人や作家やバンドマンといった寸暇を惜しんで働く者たちから、興味半分で始めた若者まで瞬く間に広がり、乱用者が増加していった。またヒロポンは、薬局においてアンプルや錠剤と言う形で販売されており、1943年から1950年までは、印鑑さえ持っていけば誰でも購入できたため、タクシー運転手や夜間勤務の工場作業員など、長時間労働が要求される職種の人々に好んで利用され、その疲労回復力から大変重宝された。しかし、即効性の高いアンプルは常に闇に流れ品不足が常態化しており、1949年の新聞で、薬局では錠剤しか入手できなかったと報道されている。この結果、日本ではメタンフェタミンが社会に蔓延し、多数の薬物依存症患者を生み出す事となった。
坂口安吾『反スタイルの記』の記述から、流行作家におけるヒロポン濫用の様子がうかがえる。他にも田中英光、織田作之助が乱用した。
ヒロポンを販売していた大日本製薬会社は、参議院厚生委員会で「ただ大量に使っても、生命の危険はない薬だというふうに考えておったのですが、昭和22年頃から、ぼつぼつ中毒が現われたというお話でございます。我々の聞き知ったのは、もっとあとでございまして（中略）つまりたばこを吸ってたばこがやめられなくなると、量が殖えるという程度のものとしか思っておらなかったのです。ところがいろいろ御研究になりますと、麻薬に類したような禁断症状さえ出て来るというようなお話を伺って、実はびっくりしたわけであります」と、戦後暫く経ってからようやく毒性を認識したと証言し、対策が後手に回ったこともあって、やがて覚醒剤の蔓延が社会問題化することとなり、ようやく様々な措置が取られることとなった。
1948年（昭和23年）7月には薬事法における劇薬の指定。翌年3月には、厚生省から各都道府県知事に、国民保険上憂慮すべき事態の発生が考えられるため、販売制限を予定し、疲労防止などの表示を除去するという通達をし、10月には製造自粛などを通達し、1950年2月には医師の指示が必要な処方箋薬となり、11月29日に生産中止を勧告（当時の処方箋指定の無意味さは、精神安定剤#歴史も参照）。

#### 覚せい剤取締法施行後
そして、1951年に覚せい剤取締法が制定・施行され、医療用と研究用に制限された。しかし、まだ密造の覚醒剤が流通した。1954年（昭和29年）には、覚せい剤取締法の罰則が、懲役3年以下から5年以下へと強化された。同年55,664人の検挙を経て、3年後には1000人を下回り、医薬品の軍部からの流通から生じた第一次覚醒剤乱用期は終息を迎えた。
1954年には、経験者200万人、使用者50万人から100万人、中毒者20万人とされ、9月に東京大学医学部附属病院神経科に覚醒剤中毒での入院があり、翌々年には東京都立松沢病院に入院があり、年々で136名まで増えていった。
しかし、取締りは逆に暴力団に流通を握らせることとなった。覚醒剤自体は非常に安価に製造できるが、取引が非合法化されているため闇ルートでの流通となり、末端価格（小売価格）は数百倍にも跳ね上がる。
1970年（昭和45年）には、再び検挙数が1000人を超え、主に韓国ルートの密輸が増加し、他に台湾、タイ、マカオからの密輸が増加した。1973年には罰則が懲役10年以下に強化され、1976年には検挙者が1万人を超えた。第二次覚醒剤乱用期となり、価格が高く、暴力団や水商売回りに乱用が流行した。
1980年代後半以降は芸能人・ミュージシャンなどの知名度や影響力の高い人物が覚醒剤使用で検挙されるケースも後を絶たず、繰り返しセンセーショナルな社会的話題となっている。
そして1995年から検挙数が増加し第三次乱用期とされ、携帯電話が普及し、元締めは暴力団だが末端の販売員がイラン人や友人となり暴力団関係者と接触せずに入手されるようになった。同年にはオウム真理教が「修行」として覚醒剤を密造し信者に投与していたことが発覚し問題となった。
近年では、北朝鮮・台湾・トルコなど各地からの密輸も相当量あるといわれ、特に北朝鮮のそれは同国の主要な外貨獲得手段となっていると指摘されている。中学生・高校生が栄養剤感覚や痩せ薬感覚で手を出したり、主婦がセックスドラッグと騙されて服用するケースも増加し、薬物汚染として社会問題になっている。2005年、覚醒剤所持で逮捕された衆議院議員・小林憲司（当時民主党）が、衆議院議員在職中にも覚醒剤を使用していたことが判明し、国民に大きな衝撃を与えた。

### 日本以外での覚醒剤の歴史

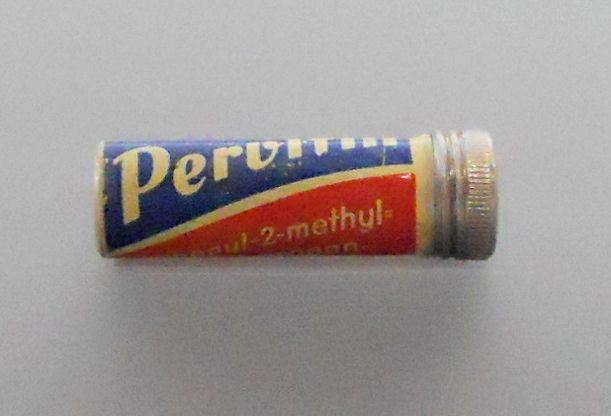
ドイツのメタンフェタミン錠剤「Pervitin」のケース。中の錠剤の色は白。これとは別に、茶色の錠剤入りで「タンクチョコレート」と呼ばれた物もあった

ナチス統治下のドイツでは1938年、アンフェタミンより数倍の強力な効果があるメタンフェタミンが、ペルビチン錠として市販された。
ドイツ国防軍も当初は危険性を強くは認識していなかったために、主に兵士に、積極的に覚せい剤を支給していた。家族から取り寄せる兵士もおり、第二次世界大戦初期の電撃戦で、短期間に連続した行動を求められる兵士の士気向上に効果を発揮した。日本のヒロポンより先に1938年より市販されていたメタンフェタミンの錠剤「Pervitin」と「Isophan」を1940年4月〜7月のわずか4か月の間に3500万錠を製造し、ドイツ陸海空軍の兵士に支給した。その錠剤は見た目がチョコに見える事から「Panzerschokolade」（タンクチョコレート）と呼ばれたが、ラベルに「Stimulans」（覚醒剤）と表示され「不眠を維持したいときに服用すること。2錠あたり3〜8時間の睡眠の代わりになる。」と効果が説明されていた。
ドイツでメタンフェタミンが注目されるきっかけとなったのが1936年ベルリンオリンピックで、アメリカの選手が使用したアンフェタミンの市販薬「ベンゼドリン」の効果に着目したドイツ国民が、メタンフェタミンの市販薬「Pervitin」を愛用するようになり、同じスポーツ選手のほかにも歌手や受験勉強中の学生はおろか、家庭の主婦までもが使用するようになっていた。このようにドイツ国内では、軍が使用する以前に既にドイツ国内で流行しており、多くの国民が愛用していた。
特に、ドイツ空軍ではメタンフェタミンは「パイロットの塩」と呼ばれ、「塩」に例えられるほどの必需品として乱用され、ドイツ空軍活躍の原動力ともなっている。バトルオブブリテンでは、ドーバー海峡を挟んだ長距離の航空作戦となったことから、疲労回復と長時間の覚醒のためにドイツ空軍パイロットが「Pervitin」を常用するようになっていた。またメタンフェタミンをチョコレートに混ぜた「Fliegerschokolade」もドイツ空軍のパイロットに支給され、大量に生産されたために、ドイツ軍兵士は終戦まで「タンクチョコレート」を服用し続けた
またアドルフ・ヒトラー自身も持病のパーキンソン病治療のために毎日メタンフェタミンを注射されていたという証言もある。
弊害に気づいて1941年に危険薬物に指定されたが、過酷な生活・戦闘を強いられる東部戦線の兵士やUボート乗組員など軍での使用状況は変わらなかった。大戦末期になると、大量に覚せい剤を使用してきたひずみにより、ドイツ軍兵士に覚せい剤中毒患者が発生しており、ドイツ第三帝国の国家医師指導者で内務省保険担当相であったレオナルド・コンティ  親衛隊大将が覚せい剤の危険性をようやく認識し使用制限を行おうとしたが、できないままで終戦を迎えた（レオナルド・コンティ大将は降伏後に自殺）。
また強制収容所の囚人らを実験材料に、副作用が少ない薬物の開発も進められていた。
一方連合軍のアメリカ・イギリスもナチス・ドイツほどではないが、メタンフェタミンを使っており、主にドイツや日本への本土戦略爆撃機パイロットに、長時間飛行の疲労回復剤や眠気解消剤として支給していた。またアメリカ軍は、覚せい剤アンフェタミンを現代に至るまで主にパイロットに使用している。最近でもアフガニスタン紛争 (2001年-2021年)での誤爆事件（ターナックファーム事件）で、アメリカ空軍が疲労回復剤として、アンフェタミンの錠剤の服用をパイロットに強制していたことが明らかになっている。

## 日本における法規制
日本における薬物犯罪の相当部分が、覚醒剤の濫用事犯であることなどに鑑み、覚醒剤取締法は麻薬及び向精神薬取締法とは別の単行法として制定され、覚醒剤の濫用事犯を、麻薬及び向精神薬の濫用事犯よりも重い刑罰をもって規制している。
| 対象物     | 違反態様               | 罰則（刑罰） | 罰則（刑罰）                                                    |
| ---------- | ---------------------- | ------------ | --------------------------------------------------------------- |
| 覚醒剤     | 輸入、輸出、製造       | 単純         | 1年以上の有期懲役                                               |
| 覚醒剤     | 輸入、輸出、製造       | 営利         | 無期若しくは3年以上の懲役又は情状により1000万円以下の罰金を併科 |
| 覚醒剤     | 所持、譲渡、譲受、使用 | 単純         | 10年以下の懲役                                                  |
| 覚醒剤     | 所持、譲渡、譲受、使用 | 営利         | 1年以上の有期懲役又は情状により500万円以下の罰金を併科          |
| 覚醒剤原料 | 輸入、輸出、製造       | 単純         | 10年以下の懲役                                                  |
| 覚醒剤原料 | 輸入、輸出、製造       | 営利         | 1年以上の有期懲役又は情状により500万円以下の罰金を併科          |
| 覚醒剤原料 | 所持、譲渡、譲受、使用 | 単純         | 7年以下の懲役                                                   |
| 覚醒剤原料 | 所持、譲渡、譲受、使用 | 営利         | 10年以下の懲役又は情状により300万円以下の罰金を併科             |

国際的な協力の下に規制薬物に係る不正行為を助長する行為等の防止を図るための麻薬及び向精神薬取締法等の特例等に関する法律（麻薬特例法）において「規制薬物」とは次のものをいう。
- 麻薬及び向精神薬取締法に規定する麻薬及び向精神薬
- 大麻取締法に規定する大麻
- あへん法に規定するあへん及びけしがら
- 覚醒剤取締法に規定する覚醒剤

| 違反態様                                                               | 罰則（刑罰）                                       |
| ---------------------------------------------------------------------- | -------------------------------------------------- |
| 業としての覚醒剤輸入、輸出、製造、譲渡、譲受                           | 無期又は5年以上の懲役及び1000万円以下の罰金        |
| 薬物犯罪収益等の取得・処分事実の仮装又は隠匿                           | 5年以下の懲役若しくは300万円以下の罰金又はこの併科 |
| 薬物犯罪収益等の取得・処分事実の仮装又は隠匿を目的とする予備行為       | 2年以下の懲役又は50万円以下の罰金                  |
| 薬物犯罪収益等の収受                                                   | 3年以下の懲役若しくは100万円以下の罰金又はこの併科 |
| 規制薬物としての輸入、輸出                                             | 3年以下の懲役又は50万円以下の罰金                  |
| 規制薬物としての譲渡、譲受、所持、受交付                               | 2年以下の懲役又は30万円以下の罰金                  |
| 薬物犯罪収益等の隠匿・収受の実行又は規制薬物の濫用の公然、あおり、唆し | 3年以下の懲役又は50万円以下の罰金                  |

2006年の覚醒剤事犯の再犯率は41.6%で、これは窃盗罪の再犯率44.7%に次いで2番目に高い。また、身柄釈放から28.1%が1年以内に、49.8%が2年以内に再び覚醒剤事犯で検挙されている。このように覚醒剤事犯の再犯率が高く、また、再犯までの期間が短い理由は、覚醒剤の身体依存性が強いことに加え、薬物依存症に対する明確な治療法が存在しないこと、入手が極めて容易であることが挙げられる。

## 日本国内の状況

### 製造
しばしば個人や小グループによる密造事件が摘発されているが成功した事例は少ない。1977年に摘発された神奈川県の密造グループ（6人）は、参考書を手掛かりに独学で実験を重ねたが純度の低いものしか製造できず、実験器具などの経費約250万円を無駄にしていた。
日本国内で組織的に不法製造が行われた例としては、福岡県南部を本拠地とした暴力団・浜田会によるものがある。過去の大規模な密輸活動および本拠筑後地区内での製造活動が確認されたほか、1996年の5月には同会の覚醒剤密造疑惑を内偵していた福岡・宮崎・熊本各県警が、400名以上の警察官を動員したうえで、同会会長の関連会社の所有する宮崎県内の山中の広大な土地と建物の捜査を実施。同会会長を含む複数の関係者を検挙している。
また、オウム真理教においても覚醒剤を製造したとして、教祖の麻原彰晃など関連する人物が起訴された。
その後も小規模な密造の摘発は続いていたが、2023年（令和5年）、愛媛県警察および四国厚生支局麻薬取締部などの合同捜査本部は、松山市内で100グラムを超える規模の覚醒剤を密造した工場を摘発。台湾在住者や暴力団関係者を含む9人を覚醒剤取締法違反（所持）容疑で逮捕した。密造は、台湾から来日した男性の知識に基づき行われていた。

### 流通
現在、日本国内で違法に流通する覚醒剤は、そのほとんどが国外の工場で製造され密輸されたものである。密輸の手口は、近年は大規模な密輸が減少し、航空機旅客の携帯品内や国際郵便物に隠匿した少量の覚醒剤を繰り返し密輸するなど、小口化、分散化が進んでいる。このため検挙件数、検挙人員は増加傾向にあり、手口も年々巧妙化している。密輸の小口化、分散化が進んでいる要因は、麻薬特例法による罰則の強化などで1度に大量輸送する大規模な密輸はリスクが大きくなったことや、末端価格の高騰により少量でも利益が見込めるようになったためとみられ、今後もこの傾向は続くと予想される。
国内に入った覚醒剤は暴力団を元締めとする密売人たちによって、主に繁華街などで流通する。しかし近年、イラン人の薬物密売グループが住宅街を拠点にしているのを摘発されたこともあり、流通ルートの郊外への拡散やインターネット取引の増加、密売組織の国際化による言葉の壁など、取締りは困難さを増している。
2010年以降では、一度に大量の覚醒剤を密輸する手口が増えている。2012年に、日本の警察が押収した覚醒剤の総量は約330キログラムだが、2013年4月には横浜港で約240キログラム、2013年6月には神戸港で約200キログラムの覚醒剤が見つかる事件が起こった。それぞれ2012年の総量の半分以上の量が、一度に見つかった事件である。
2020年2月12日の財務省の発表によれば、2019年に関税法違反で摘発された覚醒剤の密輸事件は前年比約2.5倍の425件で、押収量も同約2.2倍の2,570キログラムで、比較可能な1985年以降で過去最多の摘発件数（2011年の185件）、押収量（2016年の1,501キログラム）を、いずれも大幅に上回った。

#### 仕出地（供給地）
1988年度の警察白書によれば、その前年の大量押収例に係る最大の仕出元は台湾で、全体の8割近くを占めていた。この年には福岡県を本拠地とする暴力団・道仁会の傘下組織が、一度の押収量としては史上最高であった約253キログラム（末端価格は当時の価値でおよそ420億円）の摘発を受けている。これは台湾から密輸されたもので、未押収の約317キログラムがその時点で既に関東地方等にまで渡り密売済みであった。この組織は総構成員数20名あまりの小規模な団体でありながら、台湾からの大規模な密輸を洋上取引によって行い、それを全国の暴力団に卸すことで長年にわたり巨額の利益を上げていたことが判明している。
第三次覚せい剤乱用期が宣言された1998年以降、日本で違法に流通する覚醒剤は、中華人民共和国、香港、朝鮮民主主義人民共和国が仕出地である。しかし、密輸の小口化と分散化が進むにともなって、密輸ルートが多様化しており、過去に摘発実績のない国・地域を仕出地とする密輸（後述）、過去に摘発の例がなく警戒の薄い日本の地方港・地方空港を狙った密輸が増えている。また、日本人が運び屋に仕立てられるケースも増加している。中国からの密輸は日本人の困窮者を運び屋に仕立てる手口が横行しており、中国各地の空港で覚醒剤を日本に持ち出そうとした日本人が、相次ぎ逮捕されている。
1997年から2002年まで、覚醒剤大量押収事件における総押収量の約4割を占める北朝鮮からの密輸は、北朝鮮船籍の入港規制や不審船取り締まりにより年々減少。アテネオリンピック終了後の2004年末頃からは北京オリンピックを控えた中国で、覚醒剤の原料となる麻黄の製造や流通の管理が強化されたため、原料の入手が困難になった北朝鮮国内の薬物製造ラインは稼働率が低下。薬物製造拠点とみられる3工場のうち2工場が休止に追い込まれ、北朝鮮による覚醒剤の生産量は激減した可能性が高いことが、国内外の捜査当局の調査で判明している。
2007年は、カナダからの密輸が急増した。カナダからの密輸が急増した原因について、日本とカナダの捜査当局は、カナダを仕出地とする大量密輸入事件の逮捕者が、いずれの事件でも中国人だったことや、2004年以降、中国で覚醒剤原料の流通監視とともに、密造工場の摘発も強化されたことから、中国国内の密造拠点を失った香港系犯罪組織が、1997年の香港返還を機にカナダへ移住した組織のメンバーと連携して、カナダルートでの密輸ビジネスに乗り出したためと推測している。また、カナダ側からの情報や押収した覚醒剤の鑑定結果などから、カナダ国内には複数の密造拠点が存在する疑いが強い。また、同年から過去に摘発実績のない国・地域を仕出地とする密輸の増加が顕著になり、同年はメキシコ、アラブ首長国連邦、トルコからの密輸を初めて摘発した。
2008年は、減少傾向にあった中国からの密輸が増加した。また、南アフリカ、カンボジアからの密輸を初めて摘発した。2009年は覚醒剤密輸事犯の摘発件数が過去最高を記録した。過去に摘発実績のない仕出地からの密輸も引き続き増加し、ベトナム、シンガポール、ロシアのほか、ナイジェリア、ウガンダ、ケニア、レソトといったアフリカ各国からの密輸を初めて摘発した。増加が顕著なアフリカ各国からの密輸は、女性の恋愛感情を利用して麻薬の運び屋に仕立てる「ラブ・コネクション」と呼ばれる手口が多いため、騙された日本人女性が逮捕されるケースが増加しており、警察や大使館は注意を呼びかけている。また「ラブ・コネクション」は、利用された女性が事情を知らないため捜査は容易ではなく、密売組織までたどり着くのは難しい。
2010年、海上保安庁などは覚醒剤密輸のロシアルートの存在を初めて確認した。同年2月には、日本に密輸するためにロシア国内の地下工場で覚醒剤を製造していた犯罪組織のメンバーが、ロシア連邦保安庁に身柄を拘束されている。北朝鮮や中国からの密輸が困難になった日本では、覚醒剤の末端価格が高騰しており、他国よりも高値で取引されるため、ロシアの犯罪組織が日本の麻薬市場に目を向け始めた可能性があるとみて、海上保安庁が警戒を強めている。
日本の警察が摘発した密輸事件の送り出し元の割合は、2009年まで中国が最大で、2番目がアジア各国であったが、2010年になってからは中国・アジア経由の割合は減少し、代わりにアフリカ諸国が急増して1位となっている。2012年時点で、日本への送り出し元の内訳は、1位がアフリカ、2位は中国となっており、3位のメキシコを始めとする中南米経由が中国に匹敵する量となっている。過去にはほとんど見られなかったメキシコからの密輸は特に急増しており、メキシコ発の摘発量は4年で24倍に膨れ上がり、2012年には全体の2割近くを占めるようになっている。
2019年には伊豆半島を拠点に瀬取りを行っていた中国籍の男が逮捕。船の中から1トンの覚醒剤を押収して過去最多の記録を塗り替えた（この前の記録は2016年に那覇港で押収された600キロ）。また、2023年にはドバイから東京港に向かう船を利用して密輸を行った中国籍の男が逮捕。2019年の記録に次ぐ700キロの覚醒剤が押収されている。

#### 北朝鮮ルートの密輸入事件
警察では1997年から2007年までの間に、北朝鮮を仕出地とする覚醒剤の大量密輸入等事件を水際において7件検挙しているが、これら北朝鮮ルートの密輸入等事件の特徴として、1回の押収量が大量であること、押収した覚醒剤の純度が高いこと、比較的整った規格の包装が行われていることなどが挙げられることから、高度の技術水準および相当の資金を有する組織が事件に関与していたものと見られた。
2010年現在、北朝鮮ルートによる密輸はほぼ壊滅状態にあるとみられるが、2004年以降に押収した覚醒剤の中に北朝鮮が仕出地であると疑われるものもあることから、警察では現在も北朝鮮ルートの覚醒剤密輸入に重大な関心をもち、対策の強化、情報収集等に努めている。また、関係各国の協力を呼び掛けるなど、北朝鮮を仕出地とする薬物密輸入事犯根絶のための国際社会への働き掛けも推進している。
| 年                 | 月   | 押収量 (kg) | 場所               |
| ------------------ | ---- | ----------- | ------------------ |
| 1997年（平成9年）  | 4月  | 58.6        | 宮崎県細島港       |
| 1998年（平成10年） | 8月  | 202.6       | 高知県沖           |
| 1999年（平成11年） | 4月  | 100.0       | 鳥取県境港         |
| 1999年（平成11年） | 10月 | 564.6       | 鹿児島県黒潮海岸   |
| 2000年（平成12年） | 2月  | 249.3       | 島根県温泉津港     |
| 2002年（平成14年） | 1月  | 151.1       | 福岡県沖（玄界灘） |
| 2002年（平成14年） | 6月  | 237.0       | 鳥取県豊成海岸など |
| 2002年（平成14年） | 10月 | 237.0       | 鳥取県豊成海岸など |
| 2002年（平成14年） | 11月 | 237.0       | 鳥取県豊成海岸など |

### 検挙状況
| 年                 | 粉末押収量 | 錠剤押収量 | 検挙件数 | 検挙人員 |
| ------------------ | ---------- | ---------- | -------- | -------- |
| 1998年（平成10年） | 549.0      | -          | 22,493   | 16,888   |
| 1999年（平成11年） | 1,975.9    | -          | 24,167   | 18,285   |
| 2000年（平成12年） | 1,026.9    | -          | 25,193   | 18,942   |
| 2001年（平成13年） | 406.1      | -          | 24,791   | 17,912   |
| 2002年（平成14年） | 437.0      | 16,031     | 23,225   | 16,771   |
| 2003年（平成15年） | 486.8      | 70         | 20,129   | 14,624   |
| 2004年（平成16年） | 406.1      | 366        | 17,699   | 12,220   |
| 2005年（平成17年） | 118.9      | 26,402     | 19,999   | 13,346   |
| 2006年（平成18年） | 126.8      | 56,886     | 17,226   | 11,606   |
| 2007年（平成19年） | 339.3      | 4,914      | 16,929   | 12,009   |
| 2008年（平成20年） | 397.5      | 22,371     | 15,801   | 11,025   |
| 2009年（平成21年） | 356.3      | 12,799     | 16,208   | 11,655   |

注意
- 粉末押収量の単位は「キログラム (kg)」。
- 錠剤押収量の単位は「錠」。
- 粉末押収量には錠剤型覚せい剤は含まない。
- 錠剤型覚せい剤1錠は0.168グラム (g)。
- 検挙件数及び検挙人員には、覚せい剤事犯に係わる麻薬特例法違反の検挙件数及び検挙人員を含む。

これら押収された覚醒剤は、実際に密輸されている覚醒剤の10分の1から20分の1に過ぎないとも言われている。
警察庁は、暴力団による覚せい剤の取引の収益を恐喝、賭博、ノミ行為等（公営競技関係4法違反）と並ぶ「伝統的資金獲得活動」の一つとして扱い、取り締まりを行っている

### 官僚の覚せい剤使用（2019年）
2019年、キャリア官僚の逮捕が相次いだ。いずれも職場で使用した疑いが持たれている。
4月27日、経済産業省製造産業局自動車課課長補佐（28歳）が、覚醒剤（フェニルメチルアミノプロパン）約21グラムが入っていると知りながら国際スピード郵便を受け取ったとして、麻薬特例法違反（規制薬物としての所持）、覚せい剤取締法違反（密輸・使用）などの現行犯で逮捕。勤務先の机から注射器6本が押収された。覚醒剤は海外サイトを通じて個人で密輸し、ビットコインで代金を支払っていたという。
5月28日、文部科学省初等中等教育局参事官補佐（44歳）が、覚せい剤取締法違反（所持、使用）などの現行犯で逮捕。勤務先から注射器数本が押収され、一部は使用済みで、小さなポリ袋に入った覚醒剤のようなものも見つかった。

### 乱用防止の取り組み
日本では覚醒剤の乱用が大きな社会問題になっており、乱用防止のため様々な取り組みが行われている。
- 薬物乱用対策推進会議

犯罪対策閣僚会議の下部組織で、厚生労働大臣を議長とする。薬物乱用防止五か年戦略（最新は2018年（平成30年）8月決定の第五次）のもと関係省庁が連携して薬物乱用防止対策に取り組んでいる。
- 麻薬・覚せい剤乱用防止運動

厚生労働省、都道府県などが主催するキャンペーン。
- 「ダメ。ゼッタイ。」普及運動

厚生労働省、都道府県、麻薬・覚せい剤乱用防止センターが主催するキャンペーン。
覚醒剤撲滅のCMキャンペーンでは、日本民間放送連盟が1983年から数年間、「覚せい剤やめますか?それとも人間やめますか?」というキャッチフレーズのCMを放送した。

## 日本国外における法規制
多くの国家では、覚醒剤に関しては厳しく規制され、アジアでは販売者の最高刑を死刑と定める国家もある。大麻には寛容な国でも例外ではない。
シンガポールでの不法製造や、マレーシアでの50グラム以上の覚醒剤所持・密輸入で、有罪の法定刑は死刑のみとなる。タイ王国においては譲渡目的での製造・密輸は死刑となり、譲渡・所持でも死刑または無期刑となる。
中華人民共和国では50グラム以上の所持で死刑、大韓民国では営利目的のケースでは最高刑が死刑である。1972年（昭和47年）の日中国交正常化後、中国において死刑を執行された日本人は、全員が覚醒剤犯である。欧米は、それほど厳しくないものの、イギリス、フランスが最高で無期懲役、アメリカ合衆国が州毎に違い、最高で終身刑となる州もある。
一方でメキシコでは、2009年8月に少量のヘロイン・大麻・コカイン・覚醒剤の所持を合法化する法律が施行された。以前は覚醒剤所持が見つかっても、少量なら逮捕の判断は現場の警察官のさじ加減だったため、賄賂と汚職の温床になっていた。

## 日本国外の状況
2007年3月、メキシコのメキシコシティで、覚醒剤密輸組織を捜査していたメキシコ市警察は、市内の高級住宅街の邸宅を捜索、現金約2億600万ドル（約237億円）を押収、7人を逮捕したと発表した。麻薬絡みの現金押収としては国内史上最高額とみられる。摘発された一味は、製薬会社の業務を偽って活動。インドから原料を輸入し、覚醒剤に用いられるメタンフェタミンを製造していた。
近年、麻薬取引の世界では、メキシコの犯罪組織が急速に台頭しており、アメリカ麻薬取締局もメキシコの犯罪組織に対し、重大な懸念を表明している。世界中に10万人以上のメンバーがいると見られている、中南米系の犯罪組織であるMS-13も米国内で急速に勢力を拡大している。
2009年1月、中華人民共和国で1998年から1999年までの間に12.36トンの覚醒剤を製造密売し、108.85キロのヘロインを密売していた”世界頭號冰毒大王（世界の覚醒剤王）”陳炳錫の死刑が広東省広州市で執行された。
2013年11月、貿易業を営む愛知県稲沢市の市議会議員（当時:任期満了で失職）が、中国で覚醒剤を密輸出しようとしたとして、広州白雲国際空港からの出国直前に当局に逮捕された。本人は嫌疑を否定したが、2019年11月8日、広東省の広州市中級人民法院（地裁に相当）は、無期懲役の判決を言い渡した。弁護側は上訴したが、2022年11月、一審支持・上訴棄却が言い渡された。